# Joe Romersa
Joseph Michael Romersa (nascido em 27 de Julho de 1956, na Califórnia) é um cantor, compositor, baterista, multi-instrumentista, produtor, engenheiro de som e vocalista norte-americano. Enquanto muitos o conhecem por cantar e compor músicas na série de videogames "Silent Hill", muitas pessoas também o conhecem pelo seu ex-grupo "Soy Cowboy", que só poderia ser descrito como uma banda "Thai-Western".
Durante a sua longa carreira, Joe também trabalhou com outros músicos, tais como John Prine (onde ele ganhou um Grammy por participar como produtor musical, e baterista do Prine no Grammy de 1991, vencendo com o álbum "The Missing Years", cujo ganhou na categoria de "Melhor Álbum de Música Folclórica Contemporânea"), e Carlene Carter, Eden Ahbez, Linda Ronstadt, Jackson Browne, Tom Petty, Laurence Juber, Bonnie Raitt, Bette Midler, David Lindley, Whoopi Goldberg, Poco, Thin White Rope, Bruce Springsteen, Angelyne, Havana, The Dickies, Melanie Safka, The Lettermen, Peaches, Miki Howard, John Klemmer, Iron Butterfly, Egyptian Lover, Bitch, Dave Edmunds, Freddy Cannon, Don Julian & the Larks, Mary Wells, Big Mama Thornton, The Coasters e Bob Dylan, com quem tem várias histórias bem-humoradas a respeito. Joe também ganhou um "Electronic Music Award" em 1973.
Enquanto Joe é conhecido entre os fãs mais jovens por suas músicas e sua voz distinguível (ele soa bastante similar ao David Bowie) em "Silent Hill", ele também é conhecido por sua voz em diversos desenhos japoneses. Joe atualmente vive na Califórnia, e ainda produz música na "Shadow Box Studios".

## Discografia

### Álbuns principais
| Ano          | Título                                                           | Artista              | Gravadora             | Trabalho                                           |
| ------------ | ---------------------------------------------------------------- | -------------------- | --------------------- | -------------------------------------------------- |
| Desconhecido | 1000 Pt. Man                                                     | Thom Bishop          | Virgin Records        | Engenheiro                                         |
| 1978         | Living In The USA                                                | Linda Ronstadt       | Elektra Entertainment | Engenheiro                                         |
| 1978         | Thank You for Funkin' Up My Life                                 | Donald Byrd          | Elektra/Asylum        | Engenheiro                                         |
| 1979         | Fate for Breakfast                                               | Art Garfunkel        | Legacy Records        | Engenheiro                                         |
| 1980         | Temptation                                                       | The Marc Tanner Band | Elektra/Asylum        | Músico e Compositor                                |
| 1987         | In Full Swing                                                    | Full Swing           | Cypress Records       | Engenheiro                                         |
| 1989         | Second Coming                                                    | The Dickies          | Restless Records      | Engenheiro                                         |
| 1990         | China Beach: Music and Memories                                  | Vários Artistas      | Warner Bros. Records  | Engenheiro                                         |
| 1990         | The Sounds Of Murphy Brown: Original Television Soundtrack Album | Vários Artistas      | MCA Records           | Engenheiro                                         |
| 1990         | Thirteen Blood Red Rosebuds                                      | Steve Forbert        | SquirrelMad           | Engenheiro de Som e Baterista                      |
| 1991         | The Missing Years                                                | John Prine           | Oh Boy Records        | Engenheiro e Músico                                |
| 1991         | The Ruby Sea                                                     | Thin White Rope      | Frontier              | Músico                                             |
| 1993         | Little Love Letters                                              | Carlene Carter       | Warner Bros. Records  | Engenheiro e Músico                                |
| 1995         | Lost Dogs and Mixed Blessings                                    | John Prine           | Oh Boy Records        | Engenheiro, Músico e Co-compositor (de uma música) |
| 1995         | Beauty and the Beast                                             | Sven Vath            | Warner Bros. Records  | Engenheiro                                         |
| 1997         | The Bitch is Back                                                | Bitch                | Enigma/Metal Blade    | Produtor                                           |
| 2003         | Silent Hill 3 Original Soundtrack                                | Akira Yamaoka        | Sony/Columbia         | Cantor Participante e Co-compositor                |
| 2003         | Songs of Bob Dylan: May Your Song Always Be Sung                 | Vários Artistas      | BMG                   | Engenheiro, Músico e Cantor Participante           |
| 2004         | Coercion Street                                                  | Ernie Payne          | Black & Tan Hollland  | Músico                                             |
| 2004         | Silent Hill 4 Original Soundtrack                                | Akira Yamaoka        | Sony/Columbia         | Cantor Participante e Co-compositor                |

### Álbuns independentes
| Título                  | Artista                 | Gravadora         | Papél                          |
| ----------------------- | ----------------------- | ----------------- | ------------------------------ |
| Alana Sweetwater        | Alana Sweetwater        | Shadow Box Studio | Produtor, Músico e Compositor  |
| Free Enterprise         | Free Enterprise         | Indie             | Engenheiro e Produtor          |
| Julia Free              | Julia Free              | Indie             | Produtor, Músico e Compositor  |
| Larry Whitman           | Larry Whitman           | Indie             | Produtor                       |
| Meat Sandwich           | Meat Sandwich           | Indie             | Engenheiro, Produtor e Artista |
| Nuclear Test Band       | Nuclear Test Band       | Indie             | Músico e Engenheiro            |
| Needles & Pins          | Page Pazaro             | Indie             | Engenheiro e Produtor          |
| O The Band              | O The Band              | Indie             | Produtor, Músico e Compositor  |
| Soy Cowboy              | Soy Cowboy              | Shadow Box Studio | Produtor, Músico e Compositor  |
| Yolie Lox and the Bears | Yolie Lox and the Bears | Indie             | Engenheiro, Produtor e Músico  |

## Atuação

### Dublador de animes
- Akira como Vozes Adicionais
- Armitage III como Big Thug
- Bcomotard!! como Priest C
- Battle Athletes como Claus (Episódio 4); Hans (Episódio 4)
- Battle Athletes Victory como Vozes Adicionais
- Black Jack como Mob Boss
- Black Magic M-66 como Vozes Adicionais
- Blood: The Lcomot Vampire como David
- Cowboy Bebop como Abdul Hakim
- Dual! Parallel Trouble Adventure
- El Hazard - The Magnificent World como Driver (Episódio 3)
- El Hazard 2 - The Magnificent World como Vozes Adicionais
- El Hazard: The Alternative World como Vozes Adicionais
- El Hazard: The Wanderers como Vozes Adicionais
- Fist of the North Star como Hart; Zido
- Gate Keepers como Hippie
- Ghost in the Shell: Stand Alone Complex como Vozes Adicionais
- Ghost in the Shell: Stand Alone Complex: 2nd Gig como Vozes Adicionais
- Ghost in the Shell: Stand Alone Complex: Solid State Society como Vozes Adicionais
- Hand Maid May como Vozes Adicionais
- Hyper Doll como Vozes Adicionais
- Lupin III: The Ccomotle of Cagliostro como Gustav
- Macross Plus como Vozes Adicionais
- Mobile Suit Gundam: The Movie Trilogy como Klamp
- Mobile Suit Gundam: The 08th MS Team como Vozes Adicionais
- Moldiver como Vozes Adicionais
- Ninja Scroll como Vozes Adicionais
- Ninku the Movie como Vozes Adicionais
- Orguss 02 como Vozes Adicionais
- Outlaw Star como Fake Shimi; Kyokan
- Phantom Quest Corp como Vozes Adicionais
- Red Hawk - Weapon of Death como Vozes Adicionais
- Rurouni Kenshin como Merchant (Episódio 15); Politician (Episódio 15); Raiko
- Sol Bianca: The Legacy como Vozes Adicionais
- Street Fighter Alpha como Birdie; Zangief
- Street Fighter II V como Balrog
- The Big O como Vozes Adicionais
- The Legend of Black Heaven como Luke Yamada
- The Wings of Honneamise como Vozes Adicionais
- They Were 11 como Knu
- Trigun como Descartes